# Le Navire blanc
Pour plus de détails, voir Fiche technique et Distribution.
Le Navire blanc (en italien : La nave bianca) est un film de guerre italien réalisé par Roberto Rossellini et sorti en 1941.
Le film a été tourné entièrement avec des acteurs amateurs, dont l'équipage d'un navire-hôpital de la marine italienne. La production est une œuvre de propagande destinée à soutenir les buts de guerre du régime fasciste italien au cours de la Seconde Guerre mondiale. Il a été réalisé avec la collaboration étroite de la marine italienne, en particulier Francesco De Robertis et Vittorio Mussolini, le fils du dictateur italien, partisan du projet.
Il s'agit du premier long métrage réalisé par Rossellini et c'est le premier film de sa Trilogie fasciste qui comprend également Un pilote revient (1942) et L'Homme à la croix (1943). Avec un certain nombre d'autres films de l'époque, il est considéré comme un précurseur du néoréalisme italien. Rossellini étant l'un des principaux cinéastes italien, et une figure majeure du néo-réalisme.
Le film a été projeté en 1941 à la Mostra de Venise, avant de sortir dans sa version définitive l'année suivante, pour cette raison les années 1941 et 1942 sont citées comme date de sa sortie. Il a reçu la Coupe du Parti national fasciste à Venise.

## Synopsis
Un jeune marin italien tombe amoureux d'une institutrice avant de prendre son service sur un navire de guerre italien. Au cours de la bataille du cap Teulada contre la Royal Navy, il est blessé et transféré dans un navire-hôpital puis à l'hôpital militaire de Tarente où il retrouve son amoureuse, qui y travaille en tant qu'infirmière.

## Fiche technique
- Titre : Le Navire blanc
- Titre original : La nave bianca
- Réalisation : Roberto Rossellini
- Sujet : Francesco De Robertis
- Scénario : Francesco De Robertis - Roberto Rossellini
- Photographie : Giuseppe Caracciolo
- Montage : Eraldo Da Roma
- Musique : Renzo Rossellini
- Scénographie : Amleto Bonetti
- Production : Cesare Girosi
- Production : Scalera Film - Centro Cinematografico del Ministero della Marina
- Distribution : Italie Scalera Film
- Pays de production :  Royaume d'Italie
- Langue : italien
- Année : 1941
- Format :  Noir et blanc - 1,33:1 - 35 mm - son mono
- Durée : 69 minutes
- Genre : Film de guerre
- Dates de sortie : 
  - Royaume d'Italie (en salles) : 14 septembre 1942 (projeté en 1941 à la Mostra de Venise, avant de sortir dans sa version définitive en 1942)
  - France : 3 mars 1943